# Rappen (See)
Rappen (samisch: Rahppen) ist ein See in der Gemeinde Arjeplog im Norrbottens län in der schwedischen historischen Provinz Lappland. Er liegt auf einer Meereshöhe von 486,9 m ö.h., ist 24,4 km² groß, 35 m tief und entwässert über den Rappenjåkkå in die Delavrinningsområde 736892-158861, die beim Sveriges meteorologiska och hydrologiska institut (SMHI) die Bezeichnung Utloppet av Rappen (Auslauf des Rappen) trägt. Der See wird an seinem Südwestufer von einer zum See Tjeggelvas führenden Nebenstraße erschlossen, die von Arjeplog kommt.